# Sénat Böhrnsen III
Pour les articles homonymes, voir Sénat Böhrnsen.
Ville libre et hanséatique
de Brême
Böhrnsen II Sieling
Le sénat Böhrnsen III (en allemand : Senat Böhrnsen III) est le gouvernement de la ville libre et hanséatique de Brême entre le 30 juin 2011 et le 15 juillet 2015, durant la dix-huitième législature du Bürgerschaft.

## Coalition et historique
Dirigé par le président du Sénat social-démocrate sortant Jens Böhrnsen, ce gouvernement est constitué et soutenu par une « coalition rouge-verte » entre le Parti social-démocrate d'Allemagne (SPD) et l'Alliance 90 / Les Verts (Grünen). Ensemble, ils disposent de 57 députés sur 83, soit 68,7 % des sièges du Bürgerschaft.
Il est formé à la suite des élections législatives locales du 22 mai 2011. Il succède donc au sénat Böhrnsen II, constitué et soutenu par une coalition identique.
Au cours du scrutin parlementaire, le SPD progresse d'à peine deux points et confirme son statut de première force politique du Land, inébranlé depuis la fin de la Seconde Guerre mondiale. Les Grünen connaissent eux une forte poussée, de six points, ce qui les situe devant l'Union chrétienne-démocrate d'Allemagne (CDU) et à la deuxième place des résultats. C'est la première fois depuis 1946 que deux formations de gauche sont en tête. Si on y ajoute le score de Die Linke, la gauche totalise les deux tiers des voix exprimées. En conséquence, Jens Böhrnsen s'accorde avec Karoline Linnert pour le renouvellement de la majorité parlementaire sortante, forte désormais des deux tiers des députés.
Les élections du 10 mai 2015 se passent nettement moins bien. Du fait de la poussée de l'Alternative pour l'Allemagne (AfD), du Parti libéral-démocrate (FDP) et de Die Linke, la coalition majoritaire perd treize points, six pour le SPD et sept pour les Grünen. Conservant une majorité parlementaire de 44 députés, l'alliance au pouvoir depuis 2007 se maintient et forme un nouveau sénat, sous l'autorité du social-démocrate Carsten Sieling.

## Composition

### Initiale (30 juin 2011)
| Fonction                                                                                      | Nom | Nom                   | Parti |
| --------------------------------------------------------------------------------------------- | --- | --------------------- | ----- |
| Président du Sénat Sénateur pour les Affaires ecclésiastiques Sénateur pour la Culture        |     | Jens Böhrnsen         | SPD   |
| Vice-présidente du Sénat Sénateur pour les Finances                                           |     | Karoline Linnert      | Vert  |
| Sénateur pour l'Intérieur et les Sports                                                       |     | Ulrich Mäurer         | SPD   |
| Sénateur pour l'Éducation, la Science et la Santé                                             |     | Renate Jürgens-Pieper | SPD   |
| Sénateur pour les Affaires sociales, l'Enfance, la Famille et les Femmes                      |     | Anja Stahmann         | Vert  |
| Sénateur pour l'Environnement, les Travaux publics et les Transports                          |     | Joachim Lohse         | Vert  |
| Sénateur pour l'Économie, le Travail et les Ports Sénateur pour la Justice et la Constitution |     | Martin Günthner       | SPD   |
| Représentant auprès du gouvernement fédéral et de l'Union européenne                          |     | Eva Quante-Brandt     | SPD   |

### Remaniement du 13 décembre 2012
- Les nouveaux sénateurs sont indiqués en gras, ceux ayant changé d'attributions en italique.

| Fonction                                                                                      | Nom | Nom                   | Parti |
| --------------------------------------------------------------------------------------------- | --- | --------------------- | ----- |
| Président du Sénat Sénateur pour les Affaires ecclésiastiques Sénateur pour la Culture        |     | Jens Böhrnsen         | SPD   |
| Vice-présidente du Sénat Sénateur pour les Finances                                           |     | Karoline Linnert      | Vert  |
| Sénateur pour l'Intérieur et les Sports                                                       |     | Ulrich Mäurer         | SPD   |
| Sénateur pour l'Éducation et la Science                                                       |     | Eva Quante-Brandt     | SPD   |
| Sénateur pour la Santé                                                                        |     | Hermann Schulte-Sasse | Sans  |
| Sénateur pour les Affaires sociales, l'Enfance, la Famille et les Femmes                      |     | Anja Stahmann         | Vert  |
| Sénateur pour l'Environnement, les Travaux publics et les Transports                          |     | Joachim Lohse         | Vert  |
| Sénateur pour l'Économie, le Travail et les Ports Sénateur pour la Justice et la Constitution |     | Martin Günthner       | SPD   |
| Représentant auprès du gouvernement fédéral et de l'Union européenne                          |     | Ulrike Hiller         | SPD   |